# Boxe aux Jeux asiatiques de 2010
Navigation
Édition précédente Édition suivante
Les compétitions de boxe anglaise des Jeux asiatiques 2010 se sont déroulées du 16 au 26 novembre à Foshan, à l'Ouest de Canton, Chine. Pour la première fois, des épreuves féminines figurent au programme dans 3 catégories de poids.

## Résultats

### Podiums

#### Femmes
| Catégories             | Or         | Argent              | Bronze                      |
| Poids mouches (-52 kg) | Ren Cancan | Annie Albania       | Mary Kom Aya Shimmoto       |
| Poids légers (-60 kg)  | Dong Cheng | Tassamalee Thongjan | Yun Kum-ju Saida Khassenova |
| Poids moyens (-75 kg)  | Li Jinzi   | Erdenesoyol Undram  | Seong Su-yeon Kavita Goyat  |

#### Hommes
| Catégories                  | Or                  | Argent                 | Bronze                                     |
| Poids mi-mouches (-48 kg)   | Zou Shiming         | Birzhan Zhakypov       | Amnat Ruenroeng Victorio Saludar           |
| Poids mouches (-52 kg)      | Rey Saludar         | Chang Yong             | Katsuaki Susa Suranjoy Singh               |
| Poids coqs (-56 kg)         | Worapoj Petchkoom   | Zhang Jiawei           | Ri Myong-son Wissam Salamana               |
| Poids légers (-60 kg)       | Vikas Krishan       | Hu Qing                | Han Soon-chul Hurshid Tojibaev             |
| Poids super-légers (-64 kg) | Daniyar Yeleussinov | Virothu Santhosh Kumar | Wuttichai Masuk Sanjarbek Rahmonov         |
| Poids welters (-69 kg)      | Serik Sapiyev       | Uktamjon Rahmonov      | Maimaitituersun Qiong Jargalyn Otgonjargal |
| Poids moyens (-75 kg)       | Vijender Singh      | Abbos Atoyev           | Danabek Suzhanov Mohammad Sattarpour       |
| Poids mi-lourds (-81 kg)    | Elshod Rasulov      | Dinesh Kumar           | Deepak Maharjan Meng Fanlong               |
| Poids lourds (-91 kg)       | Mohammad Ghossoun   | Manpreet Singh         | Jahon Qurbonov Ali Mazaheri                |
| Poids super-lourds (+91 kg) | Zhang Zhilei        | Ivan Dychko            | Rouhollah Hosseini Paramjeet Samota        |

### Tableau des médailles
| Place | Pays              | Médaille d'or, Asie | Médaille d'argent, Asie | Médaille de bronze, Asie | Total |
| ----- | ----------------- | ------------------- | ----------------------- | ------------------------ | ----- |
| 1     | Chine             | 5                   | 3                       | 2                        | 10    |
| 2     | Inde              | 2                   | 3                       | 4                        | 9     |
| 3     | Kazakhstan        | 2                   | 2                       | 2                        | 6     |
| 4     | Ouzbékistan       | 1                   | 2                       | 2                        | 5     |
| 5     | Thaïlande         | 1                   | 1                       | 2                        | 4     |
| 6     | Philippines       | 1                   | 1                       | 1                        | 3     |
| 7     | Syrie             | 1                   | 0                       | 1                        | 2     |
| 8     | Mongolie          | 0                   | 1                       | 1                        | 2     |
| 9     | Iran              | 0                   | 0                       | 3                        | 3     |
| 10    | Japon             | 0                   | 0                       | 2                        | 2     |
| 10    | Corée du Nord     | 0                   | 0                       | 2                        | 2     |
| 10    | Corée du Sud      | 0                   | 0                       | 2                        | 2     |
| 13    | Népal             | 0                   | 0                       | 1                        | 1     |
| 13    | Tadjikistan       | 0                   | 0                       | 1                        | 1     |
| Total | 14 pays médaillés | 13                  | 13                      | 26                       | 52    |